# Charles De Koster
Charles De Koster (Halle, 5 december 1885 – aldaar, 13 december 1939) was een Belgisch componist. Hij speelde piano en orgel.
Vanaf 1898 studeerde De Koster aan het Koninklijk Conservatorium van Brussel, waar hij les kreeg van onder meer Alphonse Mailly. Hij vervolgde deze studies met een opleiding aan het Lemmensinstituut bij Edgar Tinel, Aloys Desmet en Oscar Depuydt. De Koster wordt vooral herinnerd als stichter en eerste directeur van de muziekschool van Halle, welke op 10 mei 1909 werd opgericht. In 1921 werd deze Académie de Musique de Hal benoemd tot een Conservatorium van het Rijk. Van 1913 tot 1924 was de componist ook de dirigent van het koor Roland de Lattre en tussen 1919 en 1939 dirigeerde hij ook het symfonisch orkest Cercle Servais. Daarnaast was hij organist van de Sint-Martinusbasiliek tussen 1906 en 1919.
De Koster bouwde een groot oeuvre uit voor diverse bezettingen, waaronder liederen met piano- of orkestbegeleiding, cantates, werken voor harmonie- en symfonisch orkest, motetten voor koor en orgel, werken voor orgelsolo, etc.
Enkele van zijn composities werden op de cd Van Bever Frères uitgebracht door organist Stijn Hanssens.